# Colubrins
Els colubrins (Colubrinae) formen la subfamília més nombrosa dels colúbrids. Tenen moltíssims gèneres, i les fonts taxonòmiques normalment no coincideixen en el nombre d'espècies. A més, la majoria de serps comunes s'inclouen en aquesta subfamília.

## Taxonomia
- Aeluroglena
- Ahaetulla
- Argyrogena
- Arizona
- Bogertophis
- Boiga
- Cemophora
- Chilomeniscus
- Chionactis
- Chironius
- Chrysopelea
- Coelognathus – abans inclòs a Elaphe
- Coluber – inclou Dolichophis
- Conopsis
- Coronella
- Crotaphopeltis
- Cryptophidion
- Cyclophiops
- Dasypeltis
- Dendrelaphis
- Dendrophidion
- Dinodon
- Dipsadoboa
- Dispholidus
- Dryadophis
- Drymarchon
- Drymobius
- Drymoluber
- Dryocalamus
- Dryophiops
- Eirenis
- Elachistodon
- Elaphe
- Ficimia
- Gastropyxis
- Geagras
- Gonyophis
- Gonyosoma
- Gyalopion
- Hapsidophrys
- Hemerophis
- Hemorrhois
- Hierophis
- Lampropeltis
- Leptodrymus
- Leptophis
- Lepturophis
- Liopeltis
- Lycodon
- Lycognathophis
- Lytorhynchus
- Masticophis
- Mastigodryas
- Meizodon
- Oligodon
- Opheodrys
- Orthriophis – abans inclòs a Elaphe
- Oxybelis
- Pantherophis – abans inclòs a Elaphe
- Philothamnus
- Phyllorhynchus
- Pituophis
- Prosymna
- Pseudocyclophis
- Pseudoficimia
- Pseustes
- Ptyas
- Rhamnophis
- Rhinobothryum
- Rhinocheilus
- Rhynchocalamus
- Rhynchophis
- Salvadora
- Scaphiodontophis
- Scolecophis
- Senticolis
- Sibynophis
- Simophis
- Sonora
- Spalerosophis
- Spilotes
- Stegonotus
- Stenorrhina
- Stilosoma
- Symphimus
- Sympholis
- Tantilla
- Tantillita
- Telescopus
- Thelotornis
- Thrasops
- Trimorphodon
- Xenelaphis
- Zamenis